# Роузмері Лессіґ
Роузмері Лессіґ (англ. Rosemary Lassig, 10 серпня 1941 — 1 листопада 2017) — австралійська плавчиня.
Призерка Олімпійських Ігор 1960 року.